# Vuelta a España 2015
Vuelta a España 2015 – 70. edycja wyścigu kolarskiego, który odbył się w dniach od 22 sierpnia do 13 września 2015 roku. Liczył dwadzieścia jeden etapów o łącznym dystansie 3 358,1 km. Wyścig był zaliczany do rankingu światowego UCI World Tour 2015.

## Etapy
| Etap | Data        | Start – Meta                               | km            | Typ           | Zwycięzca etapu      | Lider             |               |
| ---- | ----------- | ------------------------------------------ | ------------- | ------------- | -------------------- | ----------------- | ------------- |
| 1    | 22 sierpnia | Puerto Banús – Marbella                    | 7,4           | TTT           | BMC Racing Team      | Peter Velits      |               |
| 2    | 23 sierpnia | Alhaurín de la Torre – El Caminito del Rey | 158,7         | Pagórkowaty   | Esteban Chaves       | Esteban Chaves    |               |
| 3    | 24 sierpnia | Mijas – Malaga                             | 158,4         | Płaski        | Peter Sagan          | Esteban Chaves    |               |
| 4    | 25 sierpnia | Estepona – Vejer de la Frontera            | 209,6         | Pagórkowaty   | Alejandro Valverde   | Esteban Chaves    |               |
| 5    | 26 sierpnia | Rota – Alcalá de Guadaíra                  | 167,3         | Płaski        | Caleb Ewan           | Tom Dumoulin      |               |
| 6    | 27 sierpnia | Kordoba – Cazorla                          | 200,3         | Pagórkowaty   | Esteban Chaves       | Esteban Chaves    |               |
| 7    | 28 sierpnia | Jódar – Capileira                          | 191,1         | Górski        | Bert-Jan Lindeman    | Esteban Chaves    |               |
| 8    | 29 sierpnia | Puebla de Don Fadrique – Murcja            | 182,5         | Płaski        | Jasper Stuyven       | Esteban Chaves    |               |
| 9    | 30 sierpnia | Torrevieja – Benitachell                   | 168,3         | Pagórkowaty   | Tom Dumoulin         | Tom Dumoulin      |               |
| 10   | 31 sierpnia | Walencja – Castellón de la Plana           | 146,6         | Płaski        | Kristian Sbaragli    | Tom Dumoulin      |               |
|      | 1 września  | Dzień przerwy                              | Dzień przerwy | Dzień przerwy | Dzień przerwy        | Dzień przerwy     | Dzień przerwy |
| 11   | 2 września  | Andora – Encamp                            | 138           | Górski        | Mikel Landa          | Fabio Aru         |               |
| 12   | 3 września  | Escaldes-Engordany – Lleida                | 173           | Płaski        | Danny van Poppel     | Fabio Aru         |               |
| 13   | 4 września  | Calatayud – Tarazona                       | 178           | Pagórkowaty   | Nelson Oliveira      | Fabio Aru         |               |
| 14   | 5 września  | Vitoria – Alto Campoo                      | 215           | Górski        | Alessandro De Marchi | Fabio Aru         |               |
| 15   | 6 września  | Comillas – Cabrales                        | 175,8         | Górski        | Joaquim Rodríguez    | Fabio Aru         |               |
| 16   | 7 września  | Luarca – Quirós                            | 185           | Górski        | Fränk Schleck        | Joaquim Rodríguez |               |
|      | 8 września  | Dzień przerwy                              | Dzień przerwy | Dzień przerwy | Dzień przerwy        | Dzień przerwy     |               |
| 17   | 9 września  | Burgos – Burgos                            | 38,7          | ITT           | Tom Dumoulin         | Tom Dumoulin      |               |
| 18   | 10 września | Roa – Riaza                                | 204           | Pagórkowaty   | Nicolas Roche        | Tom Dumoulin      |               |
| 19   | 11 września | Medina del Campo – Ávila                   | 185,8         | Pagórkowaty   | Alexis Gougeard      | Tom Dumoulin      |               |
| 20   | 12 września | San Lorenzo de El Escorial – Cercedilla    | 175,8         | Górski        | Rubén Plaza          | Fabio Aru         |               |
| 21   | 13 września | Alcalá de Henares – Madryt                 | 98,8          | Płaski        | John Degenkolb       | Fabio Aru         |               |

## Uczestnicy
Na starcie wyścigu stanęły 22 ekipy. Wśród nich siedemnaście ekip UCI World Tour 2015 oraz pięć innych zaproszonych przez organizatorów.
Lista drużyn uczestniczących w wyścigu:
| Numery  | Kod | Drużyna                |
| ------- | --- | ---------------------- |
| 1-9     | SKY | Team Sky               |
| 11-19   | ALM | Ag2r-La Mondiale       |
| 21-29   | AST | Astana Pro Team        |
| 31-39   | BMC | BMC Racing Team        |
| 41-49   | CJR | Caja Rural-Seguros RGA |
| 51-59   | COF | Cofidis                |
| 61-69   | COL | Team Colombia          |
| 71-79   | EQS | Etixx-Quick Step       |
| 81-89   | FDJ | FDJ.fr                 |
| 91-99   | IAM | IAM Cycling            |
| 101-111 | LAM | Lampre-Merida          |

| Numery  | Kod | Drużyna                |
| ------- | --- | ---------------------- |
| 111-119 | LTS | Lotto Soudal           |
| 121-129 | MOV | Movistar Team          |
| 131-139 | MTN | MTN-Qhubeka            |
| 141-149 | OGE | Orica-GreenEDGE        |
| 151-159 | TCG | Team Cannondale-Garmin |
| 161-169 | EUC | Team Europcar          |
| 171-179 | TGA | Team Giant-Alpecin     |
| 181-189 | KAT | Team Katusha           |
| 191-199 | TLJ | Team LottoNL-Jumbo     |
| 201-209 | TTS | Tinkoff-Saxo           |
| 211-219 | TRE | Trek Factory Racing    |

### Etap 1 – 22.08: Puerto Banús – Marbella, 7,4 km (TTT)
| # | Zespół          | Czas   |
| - | --------------- | ------ |
| 1 | BMC Racing Team | 8' 10" |
| 2 | Tinkoff-Saxo    | + 1"   |
| 3 | Orica GreenEDGE | + 1"   |

| # | Zawodnik             | Zespół | Czas  |
| - | -------------------- | ------ | ----- |
| 1 | Peter Velits         | BMC    | 0' 0" |
| 2 | Joseph Rosskopf      | BMC    | + 0"  |
| 3 | Alessandro De Marchi | BMC    | + 0"  |
|   |                      |        |       |
|   | Rafał Majka          | TTS    | + 0"  |
|   | Maciej Bodnar        | TTS    | + 0"  |
|   | Paweł Poljański      | TTS    | + 0"  |
|   | Przemysław Niemiec   | LAM    | + 0"  |

Etap został zneutralizowany. Czasy osiągnięte na tym etapie wliczane zostały tylko do klasyfikacji drużynowej.

### Etap 2 – 23.08: Alhaurín de la Torre – El Caminito del Rey, 158,7 km
| #   | Zawodnik           | Zespół | Czas       |
| --- | ------------------ | ------ | ---------- |
| 1   | Esteban Chaves     | OGE    | 3h 57' 25" |
| 2   | Tom Dumoulin       | GIA    | + 1"       |
| 3   | Nicolas Roche      | SKY    | + 9"       |
|     |                    |        |            |
| 22  | Rafał Majka        | TTS    | + 1' 04"   |
| 39  | Paweł Poljański    | TTS    | + 2' 07"   |
| 100 | Maciej Bodnar      | TTS    | + 9" 49"   |
|     | Przemysław Niemiec | LAM    | DNF        |

| #   | Zawodnik        | Zespół | Czas       |
| --- | --------------- | ------ | ---------- |
| 1   | Esteban Chaves  | OGE    | 3h 57' 15" |
| 2   | Tom Dumoulin    | GIA    | + 5"       |
| 3   | Nicolas Roche   | SKY    | + 15"      |
|     |                 |        |            |
| 22  | Rafał Majka     | TTS    | + 1' 14"   |
| 39  | Paweł Poljański | TTS    | + 2' 17"   |
| 100 | Maciej Bodnar   | TTS    | + 9" 59"   |

### Etap 3 – 24.08: Mijas – Malaga, 158,4 km
| #   | Zawodnik        | Zespół | Czas       |
| --- | --------------- | ------ | ---------- |
| 1   | Peter Sagan     | TTS    | 4h 06' 46" |
| 2   | Nacer Bouhanni  | COF    | + 0"       |
| 3   | John Degenkolb  | GIA    | + 0"       |
|     |                 |        |            |
| 22  | Rafał Majka     | TTS    | + 0"       |
| 103 | Maciej Bodnar   | TTS    | + 0"       |
| 104 | Paweł Poljański | TTS    | + 0"       |

| #  | Zawodnik        | Zespół | Czas       |
| -- | --------------- | ------ | ---------- |
| 1  | Esteban Chaves  | OGE    | 8h 04' 01" |
| 2  | Tom Dumoulin    | GIA    | + 5"       |
| 3  | Nicolas Roche   | SKY    | + 15"      |
|    |                 |        |            |
| 21 | Rafał Majka     | TTS    | + 1' 14"   |
| 36 | Paweł Poljański | TTS    | + 2' 17"   |
| 94 | Maciej Bodnar   | TTS    | + 9" 59"   |

### Etap 4 – 25.08: Estepona – Vejer de la Frontera, 209,6 km
| #   | Zawodnik           | Zespół | Czas       |
| --- | ------------------ | ------ | ---------- |
| 1   | Alejandro Valverde | MOV    | 5h 07' 30" |
| 2   | Peter Sagan        | TTS    | + 0"       |
| 3   | Daniel Moreno      | KAT    | + 0"       |
|     |                    |        |            |
| 8   | Rafał Majka        | TTS    | + 0"       |
| 84  | Paweł Poljański    | TTS    | + 3' 36"   |
| 186 | Maciej Bodnar      | TTS    | + 8' 16"   |

| #   | Zawodnik        | Zespół | Czas        |
| --- | --------------- | ------ | ----------- |
| 1   | Esteban Chaves  | OGE    | 13h 11' 31" |
| 2   | Tom Dumoulin    | GIA    | + 5"        |
| 3   | Nicolas Roche   | SKY    | + 15"       |
|     |                 |        |             |
| 17  | Rafał Majka     | TTS    | + 1' 14"    |
| 50  | Paweł Poljański | TTS    | + 5' 53"    |
| 116 | Maciej Bodnar   | TTS    | + 18" 15"   |

### Etap 5 – 26.08: Rota – Alcalá de Guadaíra, 167,3 km
| #   | Zawodnik        | Zespół | Czas       |
| --- | --------------- | ------ | ---------- |
| 1   | Caleb Ewan      | OGE    | 3h 57' 28" |
| 2   | John Degenkolb  | GIA    | + 0"       |
| 3   | Peter Sagan     | TTS    | + 0"       |
|     |                 |        |            |
| 18  | Rafał Majka     | TTS    | + 2"       |
| 126 | Paweł Poljański | TTS    | + 1' 44"   |
| 136 | Maciej Bodnar   | TTS    | + 2' 00"   |

| #   | Zawodnik        | Zespół | Czas        |
| --- | --------------- | ------ | ----------- |
| 1   | Tom Dumoulin    | GIA    | 17h 09' 06" |
| 2   | Esteban Chaves  | OGE    | + 1"        |
| 3   | Nicolas Roche   | SKY    | + 16"       |
|     |                 |        |             |
| 17  | Rafał Majka     | TTS    | + 1' 09"    |
| 53  | Paweł Poljański | TTS    | + 7' 30"    |
| 117 | Maciej Bodnar   | TTS    | + 20" 08"   |

### Etap 6 – 27.08: Kordoba – Cazorla, 200,3 km
| #   | Zawodnik        | Zespół | Czas       |
| --- | --------------- | ------ | ---------- |
| 1   | Esteban Chaves  | OGE    | 4h 46' 16" |
| 2   | Daniel Martin   | TCG    | + 5"       |
| 3   | Tom Dumoulin    | GIA    | + 5"       |
|     |                 |        |            |
| 8   | Rafał Majka     | TTS    | + 11"      |
| 53  | Paweł Poljański | TTS    | + 1' 36"   |
| 112 | Maciej Bodnar   | TTS    | + 6' 12"   |

| #   | Zawodnik        | Zespół | Czas        |
| --- | --------------- | ------ | ----------- |
| 1   | Esteban Chaves  | OGE    | 21h 55' 13" |
| 2   | Tom Dumoulin    | GIA    | + 10"       |
| 3   | Nicolas Roche   | SKY    | + 33"       |
|     |                 |        |             |
| 16  | Rafał Majka     | TTS    | + 1' 29"    |
| 46  | Paweł Poljański | TTS    | + 9' 15"    |
| 119 | Maciej Bodnar   | TTS    | + 26" 29"   |

### Etap 7 – 28.08: Jódar – Capileira, 191,1 km
| #   | Zawodnik          | Zespół | Czas       |
| --- | ----------------- | ------ | ---------- |
| 1   | Bert-Jan Lindeman | TLJ    | 5h 10' 24" |
| 2   | Illa Kaszawy      | LAM    | + 9"       |
| 3   | Fabio Aru         | AST    | + 29"      |
|     |                   |        |            |
| 5   | Rafał Majka       | TTS    | + 36"      |
| 172 | Paweł Poljański   | TTS    | + 23' 05"  |
| 182 | Maciej Bodnar     | TTS    | + 23' 51"  |

| #   | Zawodnik        | Zespół | Czas        |
| --- | --------------- | ------ | ----------- |
| 1   | Esteban Chaves  | OGE    | 27h 06' 13" |
| 2   | Tom Dumoulin    | GIA    | + 10"       |
| 3   | Nicolas Roche   | SKY    | + 36"       |
|     |                 |        |             |
| 13  | Rafał Majka     | TTS    | + 1' 29"    |
| 76  | Paweł Poljański | TTS    | + 31' 44"   |
| 128 | Maciej Bodnar   | TTS    | + 49" 44"   |

### Etap 8 – 29.08: Puebla de Don Fadrique – Murcja, 182,5 km
| #   | Zawodnik        | Zespół | Czas       |
| --- | --------------- | ------ | ---------- |
| 1   | Jasper Stuyven  | TRE    | 4h 06' 05" |
| 2   | Pello Bilbao    | CJR    | + 0"       |
| 3   | Kévin Reza      | FDJ    | + 0"       |
|     |                 |        |            |
| 32  | Rafał Majka     | TTS    | + 0"       |
| 161 | Maciej Bodnar   | TTS    | + 13' 43"  |
| 176 | Paweł Poljański | TTS    | + 15' 28"  |

| #   | Zawodnik        | Zespół | Czas         |
| --- | --------------- | ------ | ------------ |
| 1   | Esteban Chaves  | OGE    | 31h 12' 18"  |
| 2   | Tom Dumoulin    | GIA    | + 10"        |
| 3   | Nicolas Roche   | SKY    | + 36"        |
|     |                 |        |              |
| 13  | Rafał Majka     | TTS    | + 1' 29"     |
| 97  | Paweł Poljański | TTS    | + 47' 12"    |
| 136 | Maciej Bodnar   | TTS    | + 1h 03" 27" |

### Etap 9 – 30.08: Torrevieja – Benitachell, 168,3 km
| #   | Zawodnik          | Zespół | Czas       |
| --- | ----------------- | ------ | ---------- |
| 1   | Tom Dumoulin      | GIA    | 4h 09' 55" |
| 2   | Chris Froome      | SKY    | + 2"       |
| 3   | Joaquim Rodríguez | KAT    | + 5"       |
|     |                   |        |            |
| 5   | Rafał Majka       | TTS    | + 18"      |
| 42  | Paweł Poljański   | TTS    | + 4' 13"   |
| 176 | Maciej Bodnar     | TTS    | + 21' 20"  |

| #   | Zawodnik          | Zespół | Czas         |
| --- | ----------------- | ------ | ------------ |
| 1   | Tom Dumoulin      | GIA    | 35h 22' 13"  |
| 2   | Joaquim Rodríguez | KAT    | + 57"        |
| 3   | Esteban Chaves    | OGE    | + 59"        |
|     |                   |        |              |
| 9   | Rafał Majka       | TTS    | + 1' 47"     |
| 74  | Paweł Poljański   | TTS    | + 51' 25"    |
| 148 | Maciej Bodnar     | TTS    | + 1h 24' 47" |

### Etap 10 – 31.08: Walencja – Castellón de la Plana, 146,6 km
| #  | Zawodnik           | Zespół | Czas       |
| -- | ------------------ | ------ | ---------- |
| 1  | Kristian Sbaragli  | MTN    | 3h 12' 43" |
| 2  | John Degenkolb     | GIA    | + 0"       |
| 3  | José Joaquín Rojas | MOV    | + 0"       |
|    |                    |        |            |
| 20 | Rafał Majka        | TTS    | + 0"       |
| 53 | Paweł Poljański    | TTS    | + 0"       |
| 94 | Maciej Bodnar      | TTS    | + 10' 05"  |

| #   | Zawodnik          | Zespół | Czas         |
| --- | ----------------- | ------ | ------------ |
| 1   | Tom Dumoulin      | GIA    | 38h 34' 56"  |
| 2   | Joaquim Rodríguez | KAT    | + 57"        |
| 3   | Esteban Chaves    | OGE    | + 59"        |
|     |                   |        |              |
| 9   | Rafał Majka       | TTS    | + 1' 47"     |
| 67  | Paweł Poljański   | TTS    | + 51' 25"    |
| 148 | Maciej Bodnar     | TTS    | + 1h 35' 37" |

### Etap 11 – 02.09: Andora – Encamp, 138 km
| #   | Zawodnik        | Zespół | Czas       |
| --- | --------------- | ------ | ---------- |
| 1   | Mikel Landa     | AST    | 4h 34' 54" |
| 2   | Fabio Aru       | AST    | + 1' 22"   |
| 3   | Ian Boswell     | SKY    | + 1' 40"   |
|     |                 |        |            |
| 6   | Rafał Majka     | TTS    | + 2' 10"   |
| 34  | Paweł Poljański | TTS    | + 9' 23"   |
| 163 | Maciej Bodnar   | TTS    | + 31' 57"  |

| #   | Zawodnik          | Zespół | Czas         |
| --- | ----------------- | ------ | ------------ |
| 1   | Fabio Aru         | AST    | 43h 12' 19"  |
| 2   | Joaquin Rodriguez | KAT    | + 27"        |
| 3   | Tom Dumoulin      | TGA    | + 30"        |
|     |                   |        |              |
| 4   | Rafał Majka       | TTS    | + 1' 28"     |
| 51  | Paweł Poljański   | TTS    | + 58' 17"    |
| 151 | Maciej Bodnar     | TTS    | + 2h 05' 15" |

### Etap 12 – 03.09: Escaldes-Engordany – Lleida, 173 km
| #   | Zawodnik           | Zespół | Czas       |
| --- | ------------------ | ------ | ---------- |
| 1   | Danny van Poppel   | TRE    | 4h 02' 11" |
| 2   | Daryl Impey        | OGE    | + 0"       |
| 3   | Tosh Van der Sande | LTS    | + 0"       |
|     |                    |        |            |
| 28  | Rafał Majka        | TTS    | + 0"       |
| 63  | Paweł Poljański    | TTS    | + 0"       |
| 137 | Maciej Bodnar      | TTS    | + 36"      |

| #   | Zawodnik          | Zespół | Czas         |
| --- | ----------------- | ------ | ------------ |
| 1   | Fabio Aru         | AST    | 47h 14' 30"  |
| 2   | Joaquin Rodriguez | KAT    | + 27"        |
| 3   | Tom Dumoulin      | TGA    | + 30"        |
|     |                   |        |              |
| 4   | Rafał Majka       | TTS    | + 1' 28"     |
| 50  | Paweł Poljański   | TTS    | + 58' 17"    |
| 149 | Maciej Bodnar     | TTS    | + 2h 05' 51" |

### Etap 13 – 04.09: Calatayud – Tarazona, 178 km
| #  | Zawodnik        | Zespół | Czas       |
| -- | --------------- | ------ | ---------- |
| 1  | Nelson Oliveira | LAM    | 4h 14' 01" |
| 2  | Julien Simon    | COF    | + 1' 00"   |
| 3  | Nicolas Roche   | SKY    | + 1' 00"   |
|    |                 |        |            |
| 12 | Paweł Poljański | TTS    | + 1' 00"   |
| 40 | Rafał Majka     | TTS    | + 4' 48"   |
| 58 | Maciej Bodnar   | TTS    | + 4' 48"   |

| #   | Zawodnik          | Zespół | Czas         |
| --- | ----------------- | ------ | ------------ |
| 1   | Fabio Aru         | AST    | 51h 33' 19"  |
| 2   | Joaquin Rodriguez | KAT    | + 27"        |
| 3   | Tom Dumoulin      | TGA    | + 30"        |
|     |                   |        |              |
| 4   | Rafał Majka       | TTS    | + 1' 28"     |
| 45  | Paweł Poljański   | TTS    | + 54' 31"    |
| 145 | Maciej Bodnar     | TTS    | + 2h 05' 50" |

### Etap 14 – 05.09: Vitoria – Alto Campoo, 215 km
| #   | Zawodnik             | Zespół | Czas       |
| --- | -------------------- | ------ | ---------- |
| 1   | Alessandro De Marchi | BMC    | 5h 43' 12" |
| 2   | Salvatore Puccio     | SKY    | + 21"      |
| 3   | José Joaquín Rojas   | MOV    | + 32"      |
|     |                      |        |            |
| 10  | Rafał Majka          | TTS    | + 3' 44"   |
| 48  | Paweł Poljański      | TTS    | + 7' 53"   |
| 149 | Maciej Bodnar        | TTS    | + 20' 35"  |

| #   | Zawodnik          | Zespół | Czas         |
| --- | ----------------- | ------ | ------------ |
| 1   | Fabio Aru         | AST    | 57h 20' 10"  |
| 2   | Joaquin Rodriguez | KAT    | + 26"        |
| 3   | Tom Dumoulin      | TGA    | + 49"        |
|     |                   |        |              |
| 5   | Rafał Majka       | TTS    | + 1' 33"     |
| 43  | Paweł Poljański   | TTS    | + 58' 45"    |
| 143 | Maciej Bodnar     | TTS    | + 2h 22' 46" |

### Etap 15 – 06.09: Comillas – Cabrales, 175,8 km
| #   | Zawodnik          | Zespół | Czas       |
| --- | ----------------- | ------ | ---------- |
| 1   | Joaquin Rodriguez | KAT    | 4h 33' 31" |
| 2   | Rafał Majka       | TTS    | + 12"      |
| 3   | Daniel Moreno     | KAT    | + 14"      |
|     |                   |        |            |
| 22  | Paweł Poljański   | TTS    | + 2' 18"   |
| 129 | Maciej Bodnar     | TTS    | + 19' 54"  |

| #   | Zawodnik          | Zespół | Czas         |
| --- | ----------------- | ------ | ------------ |
| 1   | Fabio Aru         | AST    | 61h 53' 56"  |
| 2   | Joaquin Rodriguez | KAT    | + 1"         |
| 3   | Rafał Majka       | TTS    | + 1' 24"     |
|     |                   |        |              |
| 37  | Paweł Poljański   | TTS    | + 1h 00' 48" |
| 142 | Maciej Bodnar     | TTS    | + 2h 42' 25" |

### Etap 16 – 07.09: Luarca – Quirós, 185 km
| #   | Zawodnik        | Zespół | Czas       |
| --- | --------------- | ------ | ---------- |
| 1   | Fränk Schleck   | TRE    | 5h 49' 56" |
| 2   | Rodolfo Torres  | COL    | + 1' 10"   |
| 3   | Moreno Moser    | TCG    | + 1' 48"   |
|     |                 |        |            |
| 11  | Rafał Majka     | TTS    | + 9' 03"   |
| 33  | Paweł Poljański | TTS    | + 15' 37"  |
| 158 | Maciej Bodnar   | TTS    | + 32' 29"  |

| #   | Zawodnik          | Zespół | Czas         |
| --- | ----------------- | ------ | ------------ |
| 1   | Joaquin Rodriguez | KAT    | 67h 52' 44"  |
| 2   | Fabio Aru         | AST    | + 1"         |
| 3   | Rafał Majka       | TTS    | + 1' 35"     |
|     |                   |        |              |
| 36  | Paweł Poljański   | TTS    | + 1h 07' 33" |
| 142 | Maciej Bodnar     | TTS    | + 3h 06' 02" |

### Etap 17 – 09.09: Burgos – Burgos, 38,7 km
| #  | Zawodnik           | Zespół | Czas     |
| -- | ------------------ | ------ | -------- |
| 1  | Tom Dumoulin       | GIA    | 46' 01"  |
| 2  | Maciej Bodnar      | TTS    | + 1' 04" |
| 3  | Alejandro Valverde | MOV    | + 1' 08" |
|    |                    |        |          |
| 17 | Rafał Majka        | TTS    | + 2' 38" |
| 86 | Paweł Poljański    | TTS    | + 5' 20" |

| #   | Zawodnik          | Zespół | Czas         |
| --- | ----------------- | ------ | ------------ |
| 1   | Tom Dumoulin      | GIA    | 68h 40' 36"  |
| 2   | Fabio Aru         | AST    | + 3"         |
| 3   | Joaquim Rodríguez | KAT    | + 1' 15"     |
|     |                   |        |              |
| 4   | Rafał Majka       | TTS    | + 2' 22"     |
| 37  | Paweł Poljański   | TTS    | + 1h 11' 02" |
| 140 | Maciej Bodnar     | TTS    | + 3h 05' 15" |

### Etap 18 – 10.09: Roa – Riaza, 204 km
| #   | Zawodnik        | Zespół | Czas       |
| --- | --------------- | ------ | ---------- |
| 1   | Nicolas Roche   | SKY    | 5h 03' 59" |
| 2   | Haimar Zubeldia | TRE    | + 0"       |
| 3   | José Gonçalves  | CJR    | + 18"      |
|     |                 |        |            |
| 12  | Rafał Majka     | TTS    | + 38"      |
| 22  | Paweł Poljański | TTS    | + 45"      |
| 162 | Maciej Bodnar   | TTS    | + 24' 09"  |

| #   | Zawodnik          | Zespół | Czas         |
| --- | ----------------- | ------ | ------------ |
| 1   | Tom Dumoulin      | GIA    | 73h 45' 13"  |
| 2   | Fabio Aru         | AST    | + 3"         |
| 3   | Joaquim Rodríguez | KAT    | + 1' 15"     |
|     |                   |        |              |
| 4   | Rafał Majka       | TTS    | + 2' 22"     |
| 35  | Paweł Poljański   | TTS    | + 1h 11' 09" |
| 143 | Maciej Bodnar     | TTS    | + 3h 28' 46" |

### Etap 19 – 11.09: Medina del Campo – Ávila, 185,8 km
| #   | Zawodnik        | Zespół | Czas       |
| --- | --------------- | ------ | ---------- |
| 1   | Alexis Gougeard | ALM    | 4h 19' 20" |
| 2   | Nelson Oliveira | LAM    | + 40"      |
| 3   | Maxime Monfort  | LTS    | + 44"      |
|     |                 |        |            |
| 33  | Rafał Majka     | TTS    | + 16' 27"  |
| 56  | Paweł Poljański | TTS    | + 18' 03"  |
| 150 | Maciej Bodnar   | TTS    | + 26' 11"  |

| #   | Zawodnik          | Zespół | Czas         |
| --- | ----------------- | ------ | ------------ |
| 1   | Tom Dumoulin      | GIA    | 78h 20' 51"  |
| 2   | Fabio Aru         | AST    | + 6"         |
| 3   | Joaquim Rodríguez | KAT    | + 1' 24"     |
|     |                   |        |              |
| 4   | Rafał Majka       | TTS    | + 2' 31"     |
| 34  | Paweł Poljański   | TTS    | + 1h 12' 54" |
| 141 | Maciej Bodnar     | TTS    | + 3h 38' 39" |

### Etap 20 – 12.09: San Lorenzo de El Escorial – Cercedilla, 175,8 km
| #   | Zawodnik             | Zespół | Czas       |
| --- | -------------------- | ------ | ---------- |
| 1   | Rubén Plaza          | LAM    | 4h 37' 05" |
| 2   | José Gonçalves       | CJR    | + 1' 07"   |
| 3   | Alessandro De Marchi | BMC    | + 1' 08"   |
|     |                      |        |            |
| 12  | Rafał Majka          | TTS    | + 2' 42"   |
| 41  | Paweł Poljański      | TTS    | + 7' 30"   |
| 148 | Maciej Bodnar        | TTS    | + 23' 02"  |

| #   | Zawodnik          | Zespół | Czas         |
| --- | ----------------- | ------ | ------------ |
| 1   | Fabio Aru         | AST    | 83h 01' 40"  |
| 2   | Joaquim Rodríguez | KAT    | + 1' 17"     |
| 3   | Rafał Majka       | TTS    | + 1' 29"     |
|     |                   |        |              |
| 35  | Paweł Poljański   | TTS    | + 1h 16' 40" |
| 140 | Maciej Bodnar     | TTS    | + 3h 57' 57" |

### Etap 21 – 13.09: Alcalá de Henares – Madryt, 98,8 km
| #   | Zawodnik            | Zespół | Czas       |
| --- | ------------------- | ------ | ---------- |
| 1   | John Degenkolb      | TGA    | 2h 34' 13" |
| 2   | Danny van Poppel    | TFR    | + 0"       |
| 3   | Jean-Pierre Drucker | BMC    | + 0"       |
|     |                     |        |            |
| 39  | Rafał Majka         | TTS    | + 0'       |
| 53  | Paweł Poljański     | TTS    | + 0"       |
| 150 | Maciej Bodnar       | TTS    | + 2' 10"   |

| #   | Zawodnik          | Zespół | Czas         |
| --- | ----------------- | ------ | ------------ |
| 1   | Fabio Aru         | AST    | 85h 36' 13"  |
| 2   | Joaquim Rodríguez | KAT    | + 57"        |
| 3   | Rafał Majka       | TTS    | + 1' 09"     |
|     |                   |        |              |
| 35  | Paweł Poljański   | TTS    | + 1h 16' 20" |
| 140 | Maciej Bodnar     | TTS    | + 3h 59' 47" |

## Posiadacze koszulek po poszczególnych etapach
| Etap                 | Zwycięzca            | Klasyfikacja Generalna | Klasyfikacja Punktowa | Klasyfikacja Górska | Klasyfikacja Kombinowana | Klasyfikacja Drużynowa | Klasyfikacja Najaktywniejszych |
| -------------------- | -------------------- | ---------------------- | --------------------- | ------------------- | ------------------------ | ---------------------- | ------------------------------ |
| 1                    | BMC Racing Team      | Peter Velits           | –                     | –                   | –                        | BMC Racing Team        | Cameron Meyer                  |
| 2                    | Esteban Chaves       | Esteban Chaves         | Esteban Chaves        | Esteban Chaves      | Esteban Chaves           | Team Sky               | José Gonçalves                 |
| 3                    | Peter Sagan          | Esteban Chaves         | Esteban Chaves        | Omar Fraile         | Esteban Chaves           | Team Sky               | Omar Fraile                    |
| 4                    | Alejandro Valverde   | Esteban Chaves         | Peter Sagan           | Omar Fraile         | Esteban Chaves           | Team Sky               | Markel Irizar                  |
| 5                    | Caleb Ewan           | Tom Dumoulin           | Peter Sagan           | Omar Fraile         | Esteban Chaves           | Team Sky               | Iljo Keisse                    |
| 6                    | Esteban Chaves       | Esteban Chaves         | Peter Sagan           | Omar Fraile         | Esteban Chaves           | Team Sky               | Miguel Ángel Rubiano           |
| 7                    | Bert-Jan Lindeman    | Esteban Chaves         | Esteban Chaves        | Omar Fraile         | Esteban Chaves           | Team Sky               | Amets Txurruka                 |
| 8                    | Jasper Stuyven       | Esteban Chaves         | Esteban Chaves        | Omar Fraile         | Esteban Chaves           | Team Sky               | Ángel Madrazo                  |
| 9                    | Tom Dumoulin         | Tom Dumoulin           | Esteban Chaves        | Omar Fraile         | Tom Dumoulin             | Team Sky               | Omar Fraile                    |
| 10                   | Kristian Sbaragli    | Tom Dumoulin           | Esteban Chaves        | Omar Fraile         | Tom Dumoulin             | Team Sky               | Carlos Verona                  |
| 11                   | Mikel Landa          | Fabio Aru              | Esteban Chaves        | Omar Fraile         | Tom Dumoulin             | Team Sky               | Mikel Landa                    |
| 12                   | Danny van Poppel     | Fabio Aru              | Esteban Chaves        | Omar Fraile         | Tom Dumoulin             | Team Sky               | Maxime Bouet                   |
| 13                   | Nelson Oliveira      | Fabio Aru              | Esteban Chaves        | Omar Fraile         | Tom Dumoulin             | Team Sky               | Paweł Poljański                |
| 14                   | Alessandro De Marchi | Fabio Aru              | Esteban Chaves        | Omar Fraile         | Tom Dumoulin             | Team Sky               | Carlos Quintero                |
| 15                   | Joaquin Rodriguez    | Fabio Aru              | Joaquin Rodriguez     | Omar Fraile         | Joaquin Rodriguez        | Team Sky               | Brayan Ramírez                 |
| 16                   | Fränk Schleck        | Joaquin Rodriguez      | Joaquin Rodriguez     | Omar Fraile         | Joaquin Rodriguez        | Team Sky               | Rodolfo Torres                 |
| 17                   | Tom Dumoulin         | Tom Dumoulin           | Joaquin Rodriguez     | Omar Fraile         | Joaquin Rodriguez        | Team Sky               | Tom Dumoulin                   |
| 18                   | Nicolas Roche        | Tom Dumoulin           | Joaquin Rodriguez     | Omar Fraile         | Joaquin Rodriguez        | Movistar Team          | Ángel Madrazo                  |
| 19                   | Alexis Gougeard      | Tom Dumoulin           | Joaquin Rodriguez     | Omar Fraile         | Joaquin Rodriguez        | Movistar Team          | Alexis Gougeard                |
| 20                   | Rubén Plaza          | Fabio Aru              | Joaquin Rodriguez     | Omar Fraile         | Joaquin Rodriguez        | Movistar Team          | Alexis Gougeard                |
| 21                   | John Degenkolb       | Fabio Aru              | Alejandro Valverde    | Omar Fraile         | Joaquin Rodriguez        | Movistar Team          | –                              |
| Klasyfikacja końcowa | Klasyfikacja końcowa | Fabio Aru              | Alejandro Valverde    | Omar Fraile         | Joaquin Rodriguez        | Movistar Team          | Tom Dumoulin                   |

## Klasyfikacje końcowe

### Klasyfikacja generalna
|     | Zawodnik           | Zespół             | Czas         |
| --- | ------------------ | ------------------ | ------------ |
| 1   | Fabio Aru          | Astana Pro Team    | 85h 36' 13"  |
| 2   | Joaquim Rodríguez  | Team Katusha       | + 57"        |
| 3   | Rafał Majka        | Tinkoff-Saxo       | + 1' 09"     |
| 4   | Nairo Quintana     | Movistar Team      | + 1' 42"     |
| 5   | Esteban Chaves     | Orica-GreenEDGE    | + 3' 10"     |
| 6   | Tom Dumoulin       | Team Giant-Alpecin | + 3' 46"     |
| 7   | Alejandro Valverde | Movistar Team      | + 6' 47"     |
| 8   | Mikel Nieve        | Team Sky           | + 7' 06"     |
| 9   | Daniel Moreno      | Team Katusha       | + 7' 12"     |
| 10  | Louis Meintjes     | MTN-Qhubeka        | + 10' 26"    |
|     |                    |                    |              |
| 35  | Paweł Poljański    | Tinkoff-Saxo       | + 1h 16' 20" |
| 140 | Maciej Bodnar      | Tinkoff-Saxo       | + 3h 59' 47" |

|    | Zawodnik           | Zespół             | Punkty |
| -- | ------------------ | ------------------ | ------ |
| 1  | Alejandro Valverde | Movistar Team      | 118    |
| 2  | Joaquim Rodríguez  | Team Katusha       | 116    |
| 3  | Esteban Chaves     | Orica-GreenEDGE    | 108    |
| 4  | Tom Dumoulin       | Team Giant-Alpecin | 105    |
| 5  | Nicolas Roche      | Team Sky           | 97     |
| 6  | Fabio Aru          | Astana Pro Team    | 97     |
| 7  | John Degenkolb     | Team Giant-Alpecin | 93     |
| 8  | Rafał Majka        | Tinkoff-Saxo       | 89     |
| 9  | Nairo Quintana     | Movistar Team      | 84     |
| 10 | José Joaquín Rojas | Movistar Team      | 76     |
|    |                    |                    |        |
| 55 | Maciej Bodnar      | Tinkoff-Saxo       | 15     |
| 84 | Paweł Poljański    | Tinkoff-Saxo       | 4      |

|    | Zawodnik             | Zespół                 | Punkty |
| -- | -------------------- | ---------------------- | ------ |
| 1  | Omar Fraile          | Caja Rural-Seguros RGA | 82     |
| 2  | Rubén Plaza          | Lampre-Merida          | 63     |
| 3  | Fränk Schleck        | Trek Factory Racing    | 30     |
| 4  | Alessandro De Marchi | BMC Racing Team        | 28     |
| 5  | Mikel Landa          | Astana Pro Team        | 25     |
| 6  | José Gonçalves       | Caja Rural-Seguros RGA | 24     |
| 7  | Rodolfo Torres       | Team Colombia          | 22     |
| 8  | Pierre Rolland       | Team Europcar          | 20     |
| 9  | José Joaquín Rojas   | Movistar Team          | 19     |
| 10 | Mikaël Cherel        | Ag2r-La Mondiale       | 18     |
|    |                      |                        |        |
| 27 | Rafał Majka          | Tinkoff-Saxo           | 8      |
| 44 | Paweł Poljański      | Tinkoff-Saxo           | 3      |

|    | Zawodnik          | Zespół                 | Punkty |
| -- | ----------------- | ---------------------- | ------ |
| 1  | Joaquim Rodríguez | Team Katusha           | 16     |
| 2  | Fabio Aru         | Astana Pro Team        | 23     |
| 3  | Tom Dumoulin      | Team Giant-Alpecin     | 24     |
| 4  | Rafał Majka       | Tinkoff-Saxo           | 38     |
| 5  | Esteban Chaves    | Orica-GreenEDGE        | 43     |
| 6  | Nicolas Roche     | Team Sky               | 46     |
| 7  | Mikel Landa       | Astana Pro Team        | 49     |
| 8  | José Gonçalves    | Caja Rural-Seguros RGA | 52     |
| 9  | Nelson Oliveira   | Lampre-Merida          | 57     |
| 10 | Fränk Schleck     | Trek Factory Racing    | 59     |
|    |                   |                        |        |
| 41 | Paweł Poljański   | Tinkoff-Saxo           | 163    |

|    | Zespół                 | Czas         |
| -- | ---------------------- | ------------ |
| 1  | Movistar Team          | 256h 44' 38" |
| 2  | Team Sky               | + 29' 47"    |
| 3  | Team Katusha           | + 35' 44"    |
| 4  | Astana Pro Team        | + 48' 24"    |
| 5  | Team Europcar          | + 1h 11' 00" |
| 6  | Caja Rural-Seguros RGA | + 1h 20' 44" |
| 7  | Tinkoff-Saxo           | + 1h 40' 58" |
| 8  | Etixx-Quick Step       | + 1h 43' 44" |
| 9  | Lotto Soudal           | + 1h 55' 17" |
| 10 | Cofidis                | + 2h 36' 11" |